# Manifesto de Fevereiro
O Manifesto de Fevereiro, também conhecido como Anúncio Gracioso de Sua Majestade Imperial (coleção de decretos 3/1899) foi um ato legislativo dado pelo Imperador da Rússia Nicolau II em 15 de fevereiro de 1899, definindo a ordem das leis referentes ao Grão-Ducado da Finlândia. Isso incluía todas as leis que também diziam respeito aos interesses do Império da Rússia. O manifesto deixou à Dieta da Finlândia apenas um papel consultivo na aprovação dessas leis. O Manifesto de fevereiro foi visto como o início do primeiro período de opressão russa e, em geral, o início da russificação da Finlândia.:344-349, 356-358:51
Os estatutos fundamentais do procedimento de legislação estadual foram publicados em conexão com o manifesto, com base no qual o conselho de estado russo revisaria as propostas de lei. O imperador tinha a decisão final. Não houve definição ou restrição do que importa a legislação estadual em questão.
O Manifesto de Fevereiro foi preparado em segredo pelos finlandeses, embora fosse baseado no trabalho de dois comitês russo-finlandeses ativos no início da década de 1890. Seu objetivo imediato era permitir a descontinuação do recrutamento militar finlandês em 1881, com o qual a Dieta da Finlândia não queria concordar. No entanto, o manifesto serviu de ponto de partida para a política conduzida por Nikolay Bobrikov, que havia sido nomeado governador-geral da Finlândia em 1898, que visava estreitar a autonomia da Finlândia e outras formas de russificação da Finlândia. A Grande Petição foi reunida para contrariar o manifesto.
Os finlandeses sentiram que o Manifesto de Fevereiro foi um golpe de estado. Quando a Finlândia foi anexada à Rússia em 1809, o imperador Alexandre I prometeu que as antigas leis permaneceriam em vigor. De acordo com a interpretação da Finlândia na época, isso também incluía a constituição sueca da era Gustaviana, definindo os direitos da Dieta da Finlândia. Esses direitos foram respeitados desde que a Dieta da Finlândia se reuniu pela primeira vez em 1863. Restringir os direitos da Dieta da Finlândia por um edito unilateral do imperador foi visto como uma violação da constituição. Segundo os finlandeses, Nicolau II também quebrou seu juramento imperial, onde havia prometido proteger as leis da Finlândia. Do ponto de vista russo, a constituição finlandesa não poderia substituir a autocraciado imperador.
Embora o Manifesto de fevereiro tenha estreitado a autonomia da Finlândia, ele ganhou uma reputação maior do que seu próprio conteúdo ao longo da história. A única lei diretamente promulgada pelo manifesto foi a lei de recrutamento militar na Finlândia de 1901, que descontinuou o exército da Finlândia e forçou o povo finlandês a se submeter ao recrutamento militar nas forças armadas da Rússia. O Manifesto de fevereiro foi temporariamente revogado pelo Manifesto de novembro em 1905 e depois permanentemente pelo Manifesto de março em 1917.